# Scott Hoying
Scott Richard Hoying (ur. 17 września 1991 w Arlington) – amerykański wokalista, członek i współtwórca dwóch formacji muzycznych Pentatonix oraz Superfruit.

## Życiorys
Urodził się 17 września 1991 w Arlington, amerykańskiej miejscowości położonej w stanie Teksas. Już od najmłodszych lat swego życia przejawiał zainteresowanie śpiewem i muzyką. Po raz pierwszy zaśpiewał w wieku 4 lat, gdy podczas Bożego Narodzenia śpiewał utwór „I saw Mommy kissing Santa Claus”, nagranie, na którym Scott śpiewa tę piosenkę, zostało kilka lat później upublicznione w serwisie YouTube (prawdopodobnie przez jego ojca).
Hoying jako dziecko brał udział w wielu uroczystościach czy też konkursach na których z racji swojego talentu wokalnego był proszony o zwieńczenie uroczystości swoim wokalem organizując często swego rodzaju show.

## Kariera muzyczna

### Początki
W trakcie dorastania Scott coraz bardziej zaczął angażować się muzycznie, co doprowadziło, że już w wieku 13 lat wydał swój pierwszy solowy album zatytułowany „Arms Around the World”. Krążek został oficjalnie wydany w 2005 i był osadzony w klimatach muzyki country, w której młody wówczas Scott w tamtym czasie gustował.
Jednak nagrany album nie przyczynił się do wzrostu rozpoznawalności Hoyinga. Kariera artysty zaczęła nabierać tempa, gdy zaczął uczyć się w szkole średniej. Uczęszczał do Morgan High School, gdzie poznał dwójkę przyjaciół Kristin Maldonado i Mitcha Grassiego. Szczególnie intensywna wydawała się w tamtym czasie relacja artysty z Grassim. Media niejednokrotnie spekulowały, że w tamtym czasie byli w związku. Uczęszczali także na zajęcia szkolnego koła teatralnego, gdzie rozwijali się artystycznie. Uczestniczką tego koła była również Maldonado. Szkoła szybko dostrzegła talent wokalny trójki i poleciła jej zaśpiewanie accapella utworu „Telephone” na uroczystym otwarciu studniówki dla ich rocznika. Wówczas zawiązali trio wokalne. Publikowali również w sieci filmiki coverów różnych piosenek (pierwszym z nich był właśnie ćwiczony na studniówkę „Telephone”).
Po ukończeniu szkoły średniej Hoying podjął studia na Uniwersytecie Południowej Kalifornii, gdzie dołączył do kampusowej grupy/chórku „SoCal VoCals”. W międzyczasie zapragnął wziąć udział w amerykańskim talent-show muzycznych The Sing-Off, jednak do programu mogły zgłaszać się tylko kilkuosobowe formacje muzyczne. W związku z czym poprosił Mitcha i Kirstin o zgłoszenie się wraz z nim do programu. Do wspomnianego wcześniej trio dołączył także dwaj okoliczni muzycy Avi Kaplan i Kevin Oushula, których Scott znalazł na podstawie zamieszczanych przez nich w sieci coverów. Doprowadzono w ten sposób do ostatecznego sformowania Pentatonix.

### Pentatonix
Grupa acapella składająca się z piątki przyjaciół założyła własny kanał na YT. Ich pierwszy film cover utworu „Moves like Jagger” przyczynił się do wzrostu internetowej działalności grupy. Formacja wygrała finał trzeciej edycji amerykańskiego programu The Sing-Off, co było swoistym krokiem milowym w rozwoju kariery grupy i samego Hoyinga. Formacja wypuściła kilka płyt, które znajdowały się na szczytach amerykańskich list przebojów oraz plasowały się równie wysoko na listach wielu innych krajów zachodnich. Dodatkowo wrzucane na kanał YT-owy grupy teledyski do śpiewanych przez nich coverów czy autorskich utworów mają niekiedy po sto kilkadziesiąt milionów odtworzeń. Natomiast sam kanał Pentatonix może poszczycić się sumą 4,5 miliarda wyświetleń oraz gronem 18 milionów subskrybentów. Tak dynamiczny i intensywny rozwój formacji sprawił, że Hoying będący liderem grupy zaczął być zapraszany do udzielania różnych wywiadów. Gościł również na kanałach YT-owych prowadzonych przez profesjonalnych coachów wokalnych. Przewodnictwo Hoyinga w grupie Pentatonix otworzyło go szeroko na świat show biznesu i branży muzycznej, pozwoliło na rozpoczęcie kilku innych znacznie mniejszych inicjatyw muzyczno-artystycznych.

### Superfruit
Głęboka relacja artysty z jego przyjacielem Mitchem Grassim sprawiła, że po sukcesie Pentatonix dwójka ta postanowiła założyć również własny odrębny od formacji Hoyinga duet wokalny. Formacja Superfruit ma swój kanał na YouTube, który został utworzony 5 sierpnia 2013 r. Na kanale Superfruit (którego nazwa jest tożsama z nazwą formacji muzycznej) pojawiają się zarówno utwory muzyczne, jak i teledyski do nich. Dodatkowo oprócz filmów stricte muzycznych Scott i Mitch zamieszczają filmy traktujące o swoim codziennym życiu i zainteresowaniach. Kanał ten liczy ponad 420 milionów odtworzeń i 2 miliony subskrypcji. Na kanale figuruje ponad 10 teledysków nagranych do utworów pochodzących z ich dotychczas jedynej wspólnej płyty zatytułowanej „Future Friends” wydanej w 2017 roku. Oprócz działalności artystycznej dwójka przyjaciół aktywnie udzielała się w mediach społecznościowych w szczególności na Twitterze i Instagramie. Na koncie instagramowym duetu co jakiś czasy zamieszczane były live’y, na których Scott i Mitch odpowiadali na pytania widzów. Niektóre live’y były także pierwotnie emitowane na ich kanale YouTube. Duet wziął udział w promocji filmu Mamma Mia: Here We Go Again!, kiedy to wraz z dwójką bliźniaczek prowadzących na Youtubie kanał Merrell Twins postanowili nagrać cover do kultowego utworu szwedzkiej grupy muzycznej Abby „Mamma Mia”. Teledysk do nagranego coveru czwórki artystów został zrealizowany we współpracy z producentami filmu Universal Pictures.

### Acapop! KIDS
Scott chcąc popularyzować pasję do muzyki u dzieci i młodzieży przy pomocy menadżerów Pentatonix postanowił stworzyć chór dziecięcy acapella. Skład nosi nazwę „Acapop! KIDS”. Do chóru należy kilkadziesiąt dzieci w przedziale wiekowym 6–15 lat pochodzących z różnych obszarów Stanów Zjednoczonych. W związku ze śmiercią jednego z członków chóru w 2018 roku grupa zrealizowała piosenkę „This is a City” dedykowaną pamięci zmarłego kolegi.

### Citizen Queen
Scott jest inicjatorem powstania żeńskiego chóru accapella „Citizen Queen”, który podobnie jak Acapop! KIDS stworzył i objął patronatem przy pomocy menadżerów Penatatonix. Jedna z członkiń pięcioosobowego chóru należała do uniwersyteckiego chóru „SoCal VoCals”, z którym związany był Scott w czasie studiów. Tabloid HerCampus nazwał zespół „żeńską wersją Pentatonix”.

## Życie prywatne
Scott Hoying mieszka w Los Angeles. Jest zadeklarowanym gejem. W kwestii życia uczuciowego wielokrotnie spekulowano, że był on w związku ze swoim przyjacielem Mitchem Grassim. Pomimo jego homoseksualnej orientacji niektórzy twierdzą, że spotykał się z Kristin Maldonado. Od 2017 Hoying jest w związku z amerykańskim modelem azjatyckiego pochodzenia Markiem Manio, z którym często udziela się w mediach społecznościowych, wstawiając między innymi wspólne zdjęcia na instagramie. W drugą rocznicę swojego związku Scott wstawił na Instagrama zdjęcie, na którym jest z Markiem w łóżku. Mieszkają wspólnie w posiadłości Scotta. Mają psa o imieniu Bubba. W lipcu 2023 roku, zawarł związek małżeński z dotychczasowym partnerem. Ślub miał miejsce 7 lipca w Santa Barbara w Kalifornii.

## Aktywizm społeczny
Hoying jest zaangażowany w działalność fundacji „The Trevor Project” dbającej o zdrowie psychiczne nastolatków LGBT. Organizacja stawia sobie za główny cel działalność prewencyjną zapobiegającą samobójstwu młodych osób nieheteronormatywnych. Wraz z Mitchem Scott działał na rzecz pomocy chrześcijanom z południowo-zachodnich stanów starając się przekonać chrześcijańskich rodziców do akceptacji orientacji seksualnej ich dzieci.